# ماليبا بوليلانغ
ماليبا بوليلانغ (بالإنجليزية: Malepa Bolelang)‏ (25 فبراير 1982 بغابورون في بوتسوانا - ) هو لاعب كرة قدم بوتسواني في مركز مهاجم ‏. شارك مع منتخب بوتسوانا لكرة القدم. أما مع النوادي، فقد لعب مع نادي موانغتونغ يونايتد وMotlakase Power Dynamos ‏ وECCO City Green ‏.

## روابط خارجية
- ماليبا بوليلانغ على موقع ناشيونال فوتبول تيمز (الإنجليزية)
- ماليبا بوليلانغ على موقع Soccerway.com (الإنجليزية)